# Qaramanlı
Qaramanlı è un comune dell'Azerbaigian situato nel distretto di Yevlax. Conta una popolazione di 2 230 abitanti.